# سامانه نانو الکترومکانیکی

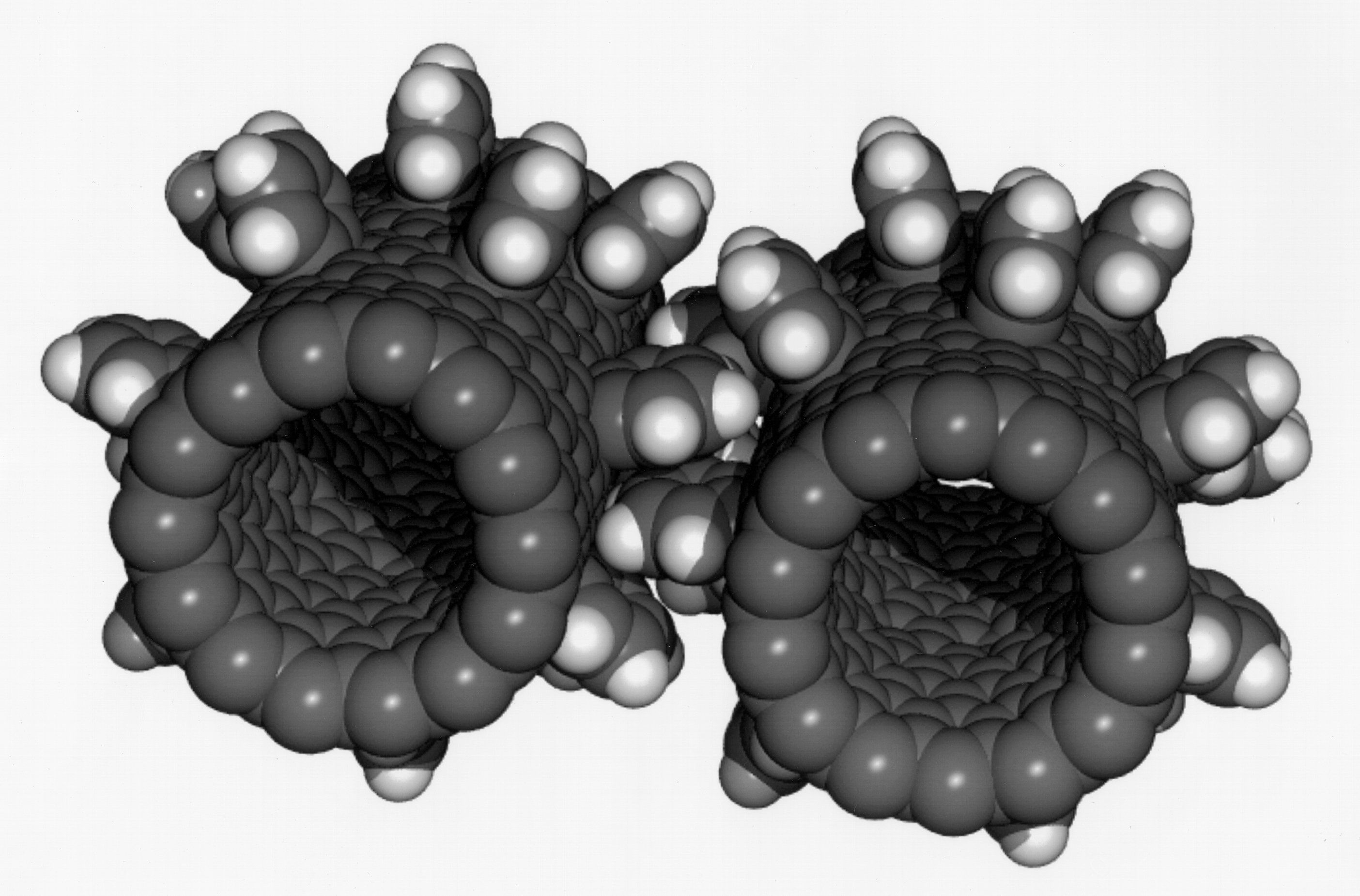
طرح شماتیک نانو الکترومکانیکی

سامانه‌های نانو الکترومکانیکی (به انگلیسی: NEMS:Nanoelectromechanical systems) فناوری سامانه‌های بسیار کوچک در ابعاد نانومتر است. NEMS یک گام به جلوتر از سامانه‌های میکرو الکترومکانیکی (به انگلیسی: MEMS:Microelectromechanical systems) است. NEMS معمولاً شامل ترکیبی از ترانزیستورها (الکتریکی) و حسگرها و موتورها (مکانیکی) است.

## تاریخچه
به خاطر سایز بسیار کوچک انتظار می‌رود NEMS تأثیر زیادی بر بخش‌های بزرگی از علوم و فناوری بگذارد و در نهایت جایگزین MEMS شود. همان‌طور که ریچارد فاینمن در سال ۱۹۵۹ در مقاله معروف خود گفت: آن پایین فضای زیادی وجود دارد، می‌توان هر روز دستگاه‌های کوچکتر و کوچکتری تولید کرد که باعث صرفه جویی در هزینه‌ها و بالا بردن بازدهی شود.
اولین محصول NEMS نوک میکروسکوپ نیروی اتمی ساخته شده توسط IBM بود، که باعث بالا بردن حساسیت میکروسکوپ نسبت به لرزش‌ها، نیروها و سیگنال‌های شیمیایی در سطح اتمی شد.